# Кармен Армендарис
Кармен Сесилия Армендарис Пардо (на испански: Carmen Cecilia Armendáriz Pardo), по-известна като Кармен Армендарис, е мексиканска продуцентка на телевизионни предавания и теленовели в мрежите на ТВ Ацтека и Телевиса. Армендарис е първият продуцент на предаването Ventaneando и в продължение на седем години продуцира токшоуто Hoy.
Кармен Армендарис е създател и продуцент на сериала в жанра на ужасите Белязаният час. Чрез тази телевизионна поредица Армендарис дава възможност за изява на бъдещите носители на Оскар – Гийермо дел Торо, Алфонсо Куарон и Емануел Любецки. Самият Дел Торо описва Армендарис като „покровителка на нашето поколение режисьори“.
Кармен Армендарис е дъщеря на Кармен Пардо и Педро Армендарис, актьор от така наречения Златен век на мексиканското кино, и по-малката сестра на актьора, спечелил награда „Ариел“, Педро Армендарис-младши.

## Кариера

### Изпълнителен продуцент

#### Сериали и теленовели
- Цената да те обичам (2024)
- Мащехата (2022)[3]
- Мария Феликс: Мексиканската дива (2022)[4]
- Помниш ли ме (2021)[5]
- Узурпаторката (2019)
- Яго (2016)
- Омъжи се за мен, любов моя (2013)
- Лудо влюбен (2010)
- Белязаният час (1988-1990)
- Тони Тихуана (1988)

#### Предавания
- Intrusos (2018-2019)
- 50 Años de la telenovela: Mentiras y verdades (2007)
- Hoy (2005-2013)
- Trapitos al sol (2001)
- Aquí entre dos (2000)
- La Botana (1997)
- Hacen y deshacen (1997)
- Ventaneando (1996)

### Сценарист
- Омъжи се за мен, любов моя (2013) с Марта Карийо

## Награди и номинации
Награди TVyNovelas
| Година | Категория                        | Проект                     | Резултат   |
| ------ | -------------------------------- | -------------------------- | ---------- |
| 2020   | Най-добра теленовела             | Узурпаторката              | Печели     |
| 2020   | Най-добър екип                   | Узурпаторката              | Номинирана |
| 2020   | Най-добър финал                  | Узурпаторката              | Номинирана |
| 2017   | Най-добър сериал                 | Яго                        | Номинирана |
| 2014   | Най-добър сериал                 | Омъжи се за мен, любов моя | Номинирана |
| 2011   | Най-добър сериал                 | Лудо влюбен                | Номинирана |
| 2013   | Най-добра развлекателна програма | Hoy                        | Печели     |
| 2008   | Най-добра развлекателна програма | Hoy                        | Печели     |
| 2007   | Най-добра развлекателна програма | Hoy                        | Номинирана |